# Instituto Antártico Uruguayo

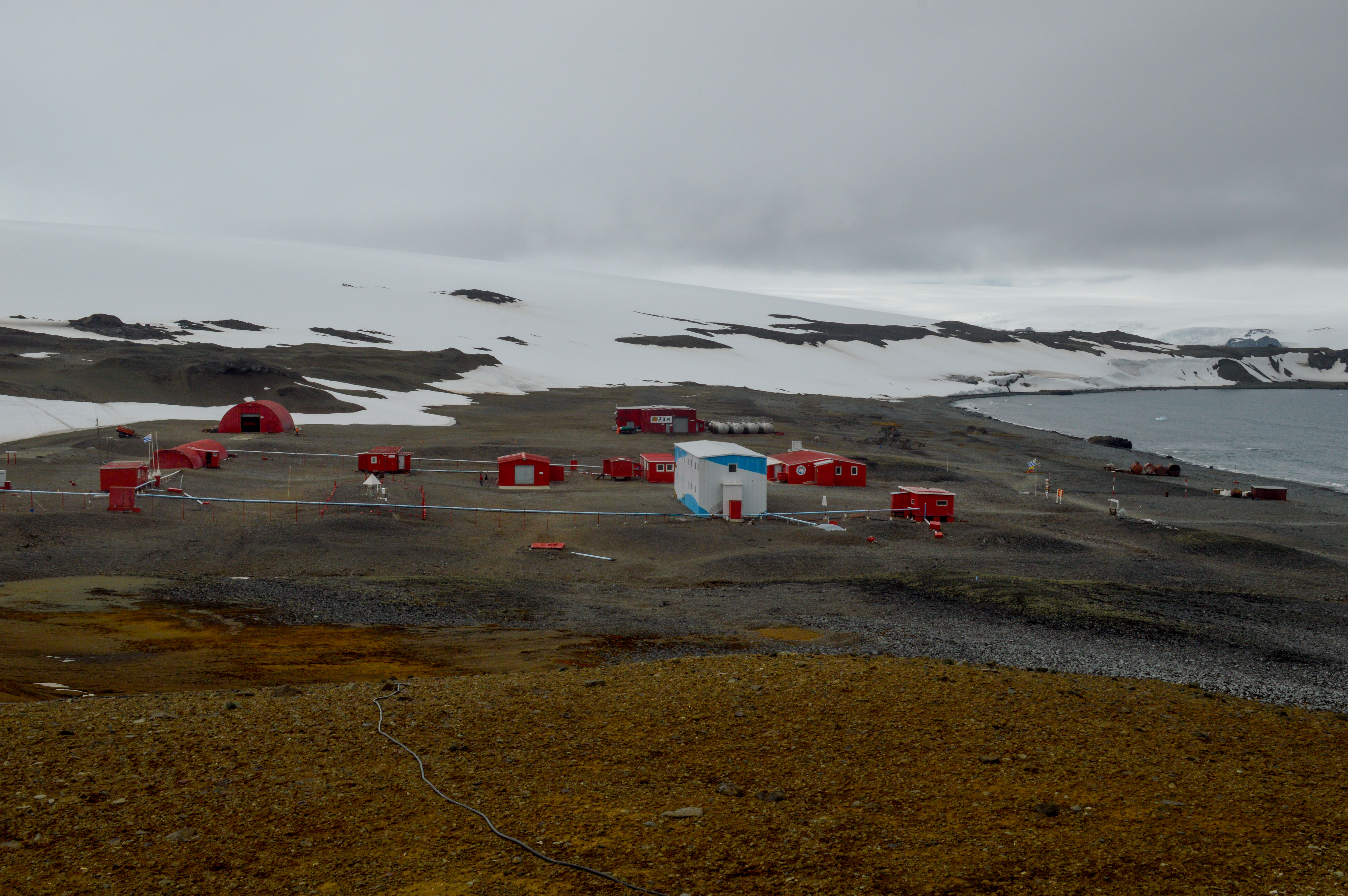
Base Científica Antártica Artigas en la Isla Rey Jorge.

El Instituto Antártico Uruguayo (IAU) es el organismo dependiente del Ministerio de Defensa Nacional encargado de programar y desarrollar las actividades científicas, tecnológicas y logísticas de Uruguay en la Antártida, a efectos de establecer el Programa Nacional Antártico (PNA). Es el coordinador y administrador operativo del Programa Nacional Antártico.

## Composición
La dirección estratégica del PNA está a cargo del Gabinete Interministerial en Asuntos Antárticos, integrado por los Titulares de los Ministerios de Defensa Nacional, Relaciones Exteriores, Ambiente, e Industria, Energía y Minería. Este Gabinete es el responsable de la fijación de los lineamientos de la Política Nacional Antártica a corto, mediano y largo plazo, en conformidad con los objetivos estratégicos que esta política establece:
1. Marcar presencia activa en forma continua en el continente antártico y en los organismos internacionales del Sistema: RCTA, CPA, CCRVMA, COMNAP y SCAR.
2. Priorizar la actividad científica que promueve el SCAR, las recomendaciones técnicas de COMNAP, el Plan Plurianual de la RCTA, y las Medidas vinculantes de la RCTA y del Comité de Protección Ambiental (CPA).
3. Realizar actividad científica relevante y de calidad en las áreas del conocimiento que sean definidas como prioritarias por el Sistema del Tratado Antártico y por los lineamientos de la política nacional científica. Los indicadores de este tipo de actividad que asegurarían la permanencia como Miembro Consultivo (Art. IX del Tratado Antártico) son: 1) la publicación de resultados científicos en documentos internacionales arbitrados que indican su calidad, 2) la participación en programas de investigación multinacionales de alto nivel, y 3) la formación de investigadores antárticos con nivel de posgrado.
4. Velar por la protección del medio ambiente antártico y promocionar la ciencia relevante y de calidad.
5. Generar relaciones y actividades de cooperación, en beneficio del desarrollo de las actividades in situ y de los Programas Nacionales, sea para asegurar la implementación, para mantenimiento, o su potenciación. Dicha cooperación abarcará áreas científicas, de innovación y desarrollo tecnológico, de educación y medio ambiente, logísticas, de intercambio de información y todas aquellas otras que se entiendan de beneficio e interés común, en el marco de los lineamientos de la cooperación internacional y del Sistema del Tratado Antártico.
6. Mantener y resguardar los derechos existentes sobre la Antártida de acuerdo con la legislación internacional, a partir de nuestra vinculación histórica y geográfica con el continente, la cual se basa no solo en el interés que, como todos los miembros de la comunidad internacional, nuestro país tiene en la Antártida, sino también en un interés especial, directo y sustancial que surge de su localización geográfica.

Con el propósito de avanzar en estos objetivos estratégicos, el Gabinete Interministerial en Asuntos Antárticos ha establecido una serie de lineamientos plasmados en la denominada "Hoja de ruta para el año 2045".

## Historia
Uruguay ha estado asociado con actividades antárticas desde 1776, cuando el país emitió por primera vez licencias para pescar en los mares del sur. En 1916, estuvo involucrado en el intento de rescate de Sir Ernest Shackleton y el equipo del Endurance que llegó a la Isla Elefante en agosto de ese año, en una expedición comandada por el Teniente Ruperto Elichiribehety de la Armada de Uruguay.
El Instituto Antártico Uruguayo fue fundado en Montevideo, Uruguay, el 9 de enero de 1968 por el profesor Julio César Musso, siendo éste el primer presidente del Instituto. El 28 de agosto de 1975 el Instituto Antártico Uruguayo se integró al Ministerio de Defensa, lo que hizo de la actividad antártica de Uruguay, a través de un programa expedicionario iniciado en 1984, un asunto de Estado.  
El 11 de enero de 1980, Uruguay es aceptado como miembro adherente del Tratado Antártico. Cuatro años después, el 28 de enero de 1984, arriba a la Isla Rey Jorge la primera misión de la Fuerza Aérea Uruguaya a bordo la aeronave Fairchild FAU 572 para elegir el lugar de la primera base del país. En diciembre del mismo año arriba Antarkos I, la primera expedición antártica uruguaya, en esta expedición llegan científicos, y personal logístico para iniciar la construcción de la base. Por sugerencia de los chilenos, que ya tenían una base instalada en la isla, eligieron un sitio con un lago, junto a la bahía Fildes, rodeado por un glaciar. Levantaron, una base pequeña, austera, un galpón para dormir, otro para la radio, otro para la estación meteorológica. El 22 de diciembre de 1984 se inaugura oficialmente con el primer izado de bandera la Base Científica Antártica Artigas (BCAA), primera instalación de Uruguay en la Antártida. Finalmente el 7 de octubre de 1985 Uruguay es aceptado como miembro consultivo del Tratado Antártico, estatus requiere para su obtención el establecimiento de una base permanente en la Antártida. Posteriormente el 29 de junio de 1987 Uruguay ingresa como miembro asociado al SCAR, siendo aceptado como miembro pleno el 12 de setiembre de 1987. 
El 27 de noviembre de 1990, el buque de la Armada de Uruguay ROU 24 Pedro Campbell arriba por primera vez a la isla Rey Jorge, transportando suministros para la Base Artigas. Desde el 26 de agosto de 1996, Uruguay integra la CCRVMA (Comisión para la Conservación de los Recursos Vivos Marinos Antárticos), lo que le da derecho a la explotación de una cuota de pesca de las especies que se determinan en la Convención, así como lo hace responsable de la protección de la vida marina en el Océano Austral. El 22 de diciembre de 1997 se inauguró la Estación Científica Antártica Ruperto Elichiribehety (ECARE), la segunda base uruguaya en la Antártida.
En mayo de 2010 se llevó a cabo en Punta del Este, la XXXIII Reunión Consultiva del Tratado Antártico y la XIII Reunión del Comité de Protección Ambiental. Uruguay tuvo la responsabilidad de organizar este evento por primera vez. En la XL Reunión Consultiva del Tratado Antártico, llevada a cabo entre el 22 mayo y el 1 de junio de 2017, fue electo Secretario Ejecutivo del Tratado Antártico el uruguayo Albert Lluberas, quien desempeñó diversos cargos en el IAU. En febrero de 2019, Uruguay participa por primera vez de una inspección a Bases de otros miembros del Tratado Antártico.

## Organización y funcionamiento
El órgano que tiene a cargo la Dirección ejecutiva del IAU y la implementación de los lineamientos establecidos por el GIMAA, es un Consejo Directivo integrado por representantes de los cuatro Ministerios que conforman el Gabinete Interministerial. Para cumplir con estos objetivos el Instituto Antártico Uruguayo se organiza en 8 Direcciones: 
- Secretaría General
- Planificación Estratégica
- Logística
- Financiero Contable
- Recursos Humanos
- Coordinación Científica y Gestión Ambiental
- Relaciones Internacionales
- Tecnología e Infraestructura

La Dirección de Coordinación Científica y Gestión Ambiental tiene a su cargo, entre otras responsabilidades, la evaluación de impacto ambiental de las actividades desarrollados en instalaciones y plataformas nacionales operando en el área del Tratado Antártico, y la elaboración de planes de gestión ambiental de éstas. Coordina también la evaluación, selección y seguimiento de proyectos de investigación avalados o impulsados por el Programa Nacional Antártico, el relacionamiento técnico con Organismos, Institutos y Universidades para el desarrollo de Proyectos Científicos, y la promoción y seguimiento de convenios de investigación científica en el área del Tratado Antártico.
La Dirección de Relaciones Internacionales actúa como enlace con la Dirección de Asuntos Antárticos y del Atlántico Sur (DAAyAS) del Ministerio de Relaciones Exteriores, que tiene la competencia de la planificación, coordinación y ejecución de los aspectos políticos, diplomáticos y jurídicos de la política exterior antártica de Uruguay. Esta Dirección del Ministerio de Relaciones Exteriores tiene también a su cargo coordinar y presidir las delegaciones que participen en los foros diplomáticos del Sistema Antártico, dar seguimiento a los foros y organismos internacionales que tratan aspectos vinculados al Sistema Antártico, oficiar de enlace con la Secretaría del Tratado Antártico, y promover la cooperación internacional a fin de potenciar el desarrollo nacional de las investigaciones científicas y otras actividades.
El Instituto Antártico Uruguayo administra las dos infraestructuras permanentes de Uruguay en el Área del Tratado Antártico: la Base Científica Antártica Artigas (BCAA) y la Estación Científica Antártica T/N Ruperto Elichiribehety (ECARE). 

## Equipo
- Presidente del Consejo Directivo:

Fernando Colina
- Director de Coordinación Científica y Gestión Ambiental:

En espera de designación
- Director de Relaciones Internacionales:

Gerardo Vanerio
- Director de Planificación Estratégica:

Álvaro Pereira
- Director de Logística:

Ernesto Danzov
- Director Financiero Contable:

Javier Píriz 
- Directora de Secretaría General:

En espera de designación
- Directora de Infraestructura y Tecnología:

Susana Pecoy
- Director de Recursos Humanos:

Ángela Quartarolo